# Air India Express
Air India Express là hãng hàng không giá rẻ của Ấn Độ có trụ sở tại Kochi, Kerala. Nó được điều hành bởi Air India Express Limited (AIEL), một chi nhánh của hãng hàng không Ấn Độ Air India. Hãng hàng không này thực hiện khoảng 550 chuyến bay mỗi tuần đến 30 điểm đến bao gồm Trung Đông và Đông Nam Á. Hãng hàng không mang khoảng 3,8 triệu hành khách mỗi năm kết nối 107 cặp thành phố.

## Lịch sử
Air India Express ra mắt vào ngày 29 tháng 4 năm 2005, với sự ra mắt của ba chuyến bay cất cánh đồng thời từ Thiruvananthapuram, Kochi và Kozhikode. Hãng đã được đưa ra như một hãng hàng không giá rẻ (LCC) với mục tiêu cung cấp kết nối thuận tiện, các tuyến đường quốc tế ngắn, ở Trung Đông và Đông Nam Á cho cộng đồng người nước ngoài Ấn Độ. Air India Express là phản ứng của Air India đối với sự phổ biến ngày càng tăng của các LCC trên toàn thế giới và trong khu vực. Là một LCC, hãng hàng không này khai thác các chuyến bay từ điểm đến điểm với nhiều trung tâm trên khắp Ấn Độ.
Vào tháng 12 năm 2012, Air India đã phê chuẩn đề xuất chuyển trụ sở chính đến Kochi vào tháng 1 năm 2013 và thành lập một cơ sở MRO mới tại Thiruvananthapuram.Thiruvananthapuram. Hiện tại, hãng đã thực hiện 596 chuyến khởi hành hàng tuần, với khoảng 1400 giờ bay với chiều dài trung bình khoảng 3 giờ 45 phút. Về năng lực, hãng cung cấp khoảng 170 triệu ASKM mỗi tuần. Hệ thống phân phối vé của nó hoàn toàn dựa trên web. Công ty cũng đã ra mắt Air India Express Mobile App để thực hiện và sửa đổi đặt vé và các dịch vụ khác của khách hàng và dịch vụ trên chuyến bay.